# 18830 Pothier
18830 Pothier è un asteroide della fascia principale. Scoperto nel 1999, presenta un'orbita caratterizzata da un semiasse maggiore pari a 2,2495603 UA e da un'eccentricità di 0,1163798, inclinata di 2,76886° rispetto all'eclittica.